# Sergio García (kierowca wyścigowy)
Sergio García (ur. 27 grudnia 1978 w Jerez de la Frontera) – hiszpański kierowca wyścigowy.

## Kariera
García rozpoczął karierę w wyścigach samochodowych w 1997 roku od startów w Hiszpańskiej Formule Renault, gdzie trzykrotnie stanął na podium. Z dorobkiem 48 punktów uplasował się tam na piątej pozycji w klasyfikacji generalnej. Rok później w tej samej serii był już piąty. W latach 1998-1999 Hiszpan startował w World Series by Nissan z hiszpańską ekipą Glückmann Racing. W pierwszym sezonie startów uzbierane siedemnaście punktów pozwoliło mu zając czternastą pozycję w końcowej klasyfikacji kierowców. Rok później dorobek sześciu punktów dał mu 23 miejsce w klasyfikacji generalnej.